# طلقات سريعة (فلم)
فيلم حركة أمريكي صدر سنة 1992 من إخراج دوايت اتش لتل وتأليف آلان بي. ماك الروي
ومن بطولة براندون لي

## القصة
تدور أحداث الفيلم حول طالب ويدعى جاك لو يشهد على جريمة قتل، وفجأة يجد نفسه عالقا بين اثنين من كبار تجار المخدرات. وعند علم الشرطة الفدرالية بالامر تتدخل لحماية جاك، واحد فقط يستطيع أن يعطيه الثقة وهو ريان، وهو شرطي بشيكاجو، ومتوافقان في التفكير الذي يذكره جاك بوالده المتوفى. لتبرئة، جاك وافق على مساعدة رايان لإسقاط أباطرة المخدرات.

## الممثلون
- براندون لي بدور جاك لو
- باورز بوث بدور ماس ليان
- نيك مانكوسو بدور انطونيو سيرانو
- تزي ما بدور كين ما تاو

## روابط خارجية
- مقالات تستعمل روابط فنية بلا صلة مع ويكي بيانات